# Бојси
Бојси (енгл. Boise) град је у САД у савезној држави Ајдахо и њен главни град. По подацима из 2008. године у граду је живело 205.314 становника.

## Географија
Бојси се налази на надморској висини од 824 m. 

## Демографија
По попису из 2010. године број становника је 205.671, што је 19.884 (10,7%) становника више него 2000. године.
|                   | 2010.            | 2000.            |
| Укупно            | 205 671 (100,0%) | 185 787 (100,0%) |
| Белци             | 175 310 (85,24%) | 167 022 (89,90%) |
| Хиспаноамериканци | 14 606 (7,102%)  | 8 410 (4,527%)   |
| Азијати           | 6 501 (3,161%)   | 3 870 (2,083%)   |
| Остали            | 6 211 (3,020%)   | 5 048 (2,717%)   |
| Афроамериканци    | 3 043 (1,480%)   | 1 437 (0,773%)   |

## Партнерски градови
- Герника